# Échalas
Échalas é uma comuna francesa na região administrativa de Auvérnia-Ródano-Alpes, no departamento de Ródano. Estende-se por uma área de 20,95 km². Em 2010 a comuna tinha 1 857 habitantes (densidade: 88,6 hab./km²).